# 敍利亞 (印第安納州)
敍利亞（英語：Syria）是位於美國印第安納州奧蘭治縣的一個非建制地區。該地的面積和人口皆未知。

## 地理
敍利亞所處的海拔為高於海平面209米（即686英呎），而該地所採用的時區為UTC-5，即北美東部時區（EST）。同時該地設有夏令時間，為UTC-5調快一小時，即UTC-4（EDT）。

## 歷史
1880年，一个邮局在敘利亞建立，該郵局一直营业到1904年。 该非建制地區的名称可能来自西亚的叙利亚。